# Distrito de Miyoshi
El distrito de Miyoshi (三好郡 Miyoshi-gun?) es un distrito localizado en la prefectura de Tokushima, Japón. En junio de 2019 tenía una población estimada de 14 025 habitantes y una densidad de población de 115 personas por km². Su área total es de 122,48 km².

## Localidades
- Higashimiyoshi